# Bernhard Tollens
Bernhard Christian Gottfried Tollens (30 tháng 7 năm 1841 - 31 tháng 1 năm 1918) là một nhà hóa học người Đức.

## Tiểu sử
Tollens theo học tại trường Gelehrtenschule des Johanneums ở Hamburg và đã được hướng dẫn bởi Karl Möbius. Sau khi tốt nghiệp năm 1857, Tollens bắt đầu học nghề dược. Ông hoàn thành văn bằng dược học năm 1862 và bắt đầu nghiên cứu hóa học ở Göttingen, cụ thể là phòng thí nghiệm của Wöhler, sau đó làm việc dưới sự giám sát của Friedrich Konrad Beilstein và Rudolph Fittig.
Năm 1864, Tollens nộp luận án và nhận bằng Tiến sĩ mà không cần bảo vệ. Sau này, nhờ sự giới thiệu của Wöhler mà Tollens được nhận vào và bắt đầu một công việc hấp dẫn tại một xưởng sản xuất đồ đồng. Tollens rời công việc tại xưởng sau sáu tháng và gia nhập nhóm của Emil Erlenmeyer tại Đại học Heidelberg trong sáu tháng. Sau đó, ông làm việc với Charles Adolphe Würtz ở Paris trong 11 tháng với vai trò là trưởng phòng thí nghiệm hóa học tại Đại học Coimbra ở Bồ Đào Nha.
Không thể từ chối lời kêu gọi của giáo sư cũ là Wöhler nên Tollens đã quay trở lại Göttingen vào năm 1872. Ở đó ông giữ nhiều chức vụ khác nhau cho đến khi qua đời vào năm 1918. Chính trong thời gian cuối đời ở Göttingen, ông bắt đầu công việc nghiên cứu về carbohydrat, khám phá cấu trúc của một số loại đường, tạo ra thuốc thử Tollens và viết hầu hết các ấn phẩm của mình.